# Morris (Nueva York)
Morris es un pueblo ubicado en el condado de Otsego en el estado estadounidense de Nueva York. En el año 2000 tenía una población de 1,867 habitantes y una densidad poblacional de 18.5 personas por km².

## Geografía
Morris se encuentra ubicado en las coordenadas 42°32′53″N 75°14′42″O / 42.54806, -75.24500.

## Demografía
Según la Oficina del Censo en 2000 los ingresos medios por hogar en la localidad eran de $34,176 y los ingresos medios por familia eran $38,750. Los hombres tenían unos ingresos medios de $28,824 frente a los $22,083 para las mujeres. La renta per cápita para la localidad era de $17,427. Alrededor del 12.9% de la población estaban por debajo del umbral de pobreza.